# Mirko Hrgović
Mirko Hrgović (sinh ngày 5 tháng 2 năm 1979) là một cầu thủ bóng đá người Bosna và Hercegovina.

## Đội tuyển bóng đá quốc gia Bosna và Hercegovina
Mirko Hrgović thi đấu cho đội tuyển bóng đá quốc gia Bosna và Hercegovina từ năm 2003 đến 2009.

## Thống kê sự nghiệp
| Đội tuyển bóng đá Bosna và Hercegovina | Đội tuyển bóng đá Bosna và Hercegovina | Đội tuyển bóng đá Bosna và Hercegovina |
| Năm                                    | Trận                                   | Bàn                                    |
| -------------------------------------- | -------------------------------------- | -------------------------------------- |
| 2003                                   | 7                                      | 0                                      |
| 2004                                   | 4                                      | 0                                      |
| 2005                                   | 2                                      | 0                                      |
| 2006                                   | 8                                      | 2                                      |
| 2007                                   | 6                                      | 1                                      |
| 2008                                   | 1                                      | 0                                      |
| 2009                                   | 1                                      | 0                                      |
| Tổng cộng                              | 29                                     | 3                                      |